# Кардони, Мануэль
Мануэ́ль Кардони́ (люкс. Manuel Cardoni; 22 сентября 1972, Люксембург) — люксембургский футболист и футбольный тренер. С 2014 года до конца апреля 2023 возглавлял молодёжную сборную Люксембурга, а с 2022 года также является техническим директором в главной команде страны. 

## Клубная карьера
Начинал карьеру в «Рюмеланже», с 1992 года играл за «Женесс». Затем перешёл в немецкий «Байер» из Леверкузена, став третьим игроком из Люксембурга в Бундеслиге после Нико Брауна и Робби Лангерса. За два сезона сыграл в чемпионате Германии лишь один раз, выйдя на замену в матче против мюнхенской «Баварии».
Вернулся в «Женесс» в 1998 году, в 2006-м стал играющим тренером «Рюмеланжа».
Четырежды признавался лучшим футболистом года в Люксембурге (1995, 1996, 1999, 2000). Ныне является послом Special Olympics.

## Национальная сборная
Дебютировал в сборной Люксембурга в мае 1993-го в отборочном матче чемпионата мира против Исландии. Всего за сборную провёл 68 матчей (5 голов), в том числе 22 отборочных матча чемпионата мира.
Последний раз сыграл за сборную в октябре 2004-го в отборочном матче чемпионата мира против Лихтенштейна.

## Достижения
- Национальный дивизион Люксембурга: 4

1995, 1996, 1999, 2004
- Кубок Люксембурга: 2

1999, 2000
- Лучший футболист года в Люксембурге: 4

1995, 1996, 1999, 2000

## Личная жизнь
Мануэль — сын Фурио Кардони, одного из лучших игроков Люксембурга в 1970-е.